# Les Côtes-d’Arey
Les Côtes-d’Arey – miejscowość i gmina we Francji, w regionie Owernia-Rodan-Alpy, w departamencie Isère.
Według danych na rok 1990 gminę zamieszkiwały 1214 osoby, a gęstość zaludnienia wynosiła 50 osób/km² (wśród 2880 gmin regionu Rodan-Alpy Les Côtes-d’Arey plasuje się na 679. miejscu pod względem liczby ludności, natomiast pod względem powierzchni na miejscu 353.).